# U-Bahnhof Max-Weber-Platz
Der U-Bahnhof Max-Weber-Platz ist ein Bahnhof der U-Bahn München. Er liegt an der Stammstrecke 3 und wird von den Linien U4 und U5 bedient, die von Osten kommend am Bahnhof zusammentreffen und die stadteinwärts führende Strecke gemeinsam befahren. Eröffnet wurde der Bahnhof mit der Vollendung der Stammstrecke am 27. Oktober 1988.
Der Bahnhof liegt unter dem namensgebenden Max-Weber-Platz, einer Freifläche im Stadtteil Haidhausen. In seiner unmittelbarer Umgebung befinden sich der Bayerische Landtag, das Klinikum rechts der Isar sowie die Pfarrkirche St. Johann Baptist. Zwischen der Station Max-Weber-Platz und seinem stadteinwärtig gelegenen Nachbarn Lehel queren U4 und U5 die Isar.
Seiner Funktion als Verzweigungsbahnhof entsprechend ist die Station dreigleisig aufgebaut: Stadtauswärts halten sowohl U4 und U5 an Gleis 2, das mit einem Seitenbahnsteig ausgestattet ist, die Verzweigung erfolgt hinter der Station. Stadteinwärts fahren die Linien auf eigenen Gleisen in den Bahnhof ein, die aber einen gemeinsamen Mittelbahnsteig besitzen. Beide Bahnsteige sind über ein Sperrengeschoss unter dem Max-Weber-Platz sowie eines weiter östlich unter der Einsteinstraße zugänglich.
Neben dem Linienband, das wie an allen Stationen von U4 und U5 gelb eingefärbt ist, wurde der Bahnhof überwiegend in Hellblau gestaltet. An den Wänden sind Kunstbilder und Zeitungsausschnitte abgebildet, die die Geschichte Haidhausens wiedergeben. Im westlichen Zwischengeschoss des U-Bahnhofs befindet sich ein nachgebauter historischer Pferdetrambahnwagen, außerdem ist ein Zugang in einen Straßenbahnpavillon integriert.
An der Oberfläche über dem Bahnhof befindet sich ein wichtiger Knotenpunkt für das Münchner Straßenbahnnetz, vier Linien fahren den Max-Weber-Platz an. Der Umstieg zur Linie 21 Richtung St.-Veit-Straße erfolgt über die Haltestelle Johannisplatz, an der außerdem die von Süden kommende Linie 25 endet. Ferner ist der Max-Weber-Platz Endhaltestelle der Buslinien 155 und 9410.
| Linie | Linienverlauf |
| ----- | --- |
| U4    | Westendstraße – (806 m) – Heimeranplatz – (671 m) – Schwanthalerhöhe – (927 m) – Theresienwiese – (711 m) – Hauptbahnhof – (521 m) – Karlsplatz (Stachus) – (811 m) – Odeonsplatz – (933 m) – Lehel – (928 m) – Max-Weber-Platz – (791 m) – Prinzregentenplatz – (838 m) – Böhmerwaldplatz – (552 m) – Richard-Strauss-Straße – (756 m) – Arabellapark |
| U5    | Laimer Platz – (670 m) – Friedenheimer Straße – (791 m) – Westendstraße – (806 m) – Heimeranplatz – (671 m) – Schwanthalerhöhe – (927 m) – Theresienwiese – (711 m) – Hauptbahnhof – (521 m) – Karlsplatz (Stachus) – (811 m) – Odeonsplatz – (933 m) – Lehel – (928 m) – Max-Weber-Platz – (1080 m) – Ostbahnhof – (1602 m) – Innsbrucker Ring – (982 m) – Michaelibad – (1708 m) – Quiddestraße – (778 m) – Neuperlach Zentrum – (764 m) – Therese-Giehse-Allee – (722 m) – Neuperlach Süd |